# Cedega
Cedega (trước đây được biết với tên WineX) là một sản phẩm phần mềm tư hữu của hãng TransGaming Technologies dựa trên Wine (khi giấy phép Wine vẫn còn là giấy phép MIT - chưa được chuyển thành LGPL) đã được thiết kế một cách đặc trưng để chạy các trò chơi vốn được thiết kế cho Microsoft Windows có thể chơi trên Linux dưới giấy phép GNU/Linux.
WineX đã được đổi tên thành Cedega vào ngày 22 tháng 6 năm 2004 khi phiên bản 4.0 phát hành.

## Tính năng
Với Cedega, rất nhiều các ứng dụng và trò chơi 3D vốn được thiết kế cho hệ điều hành Microsoft Windows đã hoạt động một cách khá tốt trên Linux vì Cedega hỗ trợ DirectX API. Nhiều trò chơi có thể hoạt động ngay lập tức không chỉnh sửa với Cedega, tuy nhiên phần lớn trò chơi để hoạt động hoàn hảo trên Cedega vẫn phải dựa vào chỉnh sửa của người dùng. Bắt đầu từ phiên bản 5.2, Cedega có thêm tính năng Games Disc Database (Cơ sở dữ liệu đĩa trò chơi) giúp đơn giản hóa công đoạn chỉnh sửa đáng kể bằng cách lưu giữ những thông số cài đặt tối ưu cho từng trò chơi riêng biệt trong một cơ sở dữ liệu - khi đĩa trò chơi được đưa vào máy tính, Cedega sẽ tự động nhận biết trò chơi và sử dụng thông số cài đặt tối ưu. Tính năng cơ sở dữ liệu đĩa trò chơi có thể được tắt bởi người sử dụng, cho phép người dùng tự điền thông số riêng của mình.
TransGaming Technologies lưu giữ một cơ sở dữ liệu trò chơi tại http://transgaming.org/gamesdb/ Lưu trữ ngày 1 tháng 9 năm 2006 tại Wayback Machine, người dùng có thể tham khảo mức độ tương thích của từng trò chơi tại trang web trên.

## Giấy phép
Cedega phần lớn là phần mềm tư hữu. Transgaming đã tạo một phần để phổ biến mã nguồn qua CVS, dưới nhiều giấy phép được trộn với nhau.
Trước đây, Cedega có thể được dùng thử trong vòng 14 ngày, ở bản dùng thử này, thỉnh thoảng logo của Cedega sẽ được hiển thị lên màn hình chuyển dần từ gần như trong suốt đến hình ảnh hoàn thiện, tuy nhiên hiện nay, TransGaming Technologies không còn cho phép dùng thử Cedega. Hiện tại, nếu người dùng muốn sử dụng phải trả 5 Euro (hoặc 5 Đô-la Mỹ hay 3 Bảng Anh) 1 tháng hoặc 55 Euro (hoặc 55 Đô-la Mỹ hay 33 Bảng Anh) cho 1 năm. Ngoài việc được dùng Cedega một cách hợp pháp, người mua còn có quyền bình chọn độ tương thích của từng trò chơi với Cedega trên cơ sở dữ liệu trò chơi của TransGaming Technologies.
Mặc dù Cedega không phải phần mềm miễn phí, TransGaming Technologies cho phép người dùng tải mã nguồn từ CVS, tự biên dịch & sử dụng cũng như phân phát bản đã biên dịch một cách phi lợi nhuận. Tuy nhiên, Cedega không khuyến khích người dùng tải Cedega từ CVS & tự biên dịch mã nguồn vì nếu quá nhiều người sử dụng Cedega bằng cách này, hoạt động của TransGaming Technologies sẽ bị ảnh hưởng lớn. Cụ thể, đoạn sau được sao chép từ trang mô tả giấy phép của Cedega:
"Note that while this license does permit certain kinds of non-commercial distribution of pre-compiled binary packages of Cedega, doing so on a large scale is discouraged, as it affects TransGaming's ability to continue to improve and develop the code. TransGaming reserves the right to change the license under which TransGaming-owned copyright code is made available, and will not hesitate to do so if non-commercial distribution of pre-compiled binary packages adversely affects the financing of continued development."
Tạm dịch:
"Chú ý là mặc dù giấy phép này cho phép một số hình thức phân phối phi lợi nhuận bản biên dịch sẵn của Cedega, chúng tôi không khuyến khích phân phối Cedega theo hình thức này trên phạm vi lớn vì việc này sẽ trực tiếp ảnh hưởng đến khả năng nâng cấp & phát triển mã nguồn Cedega của TransGaming. TransGaming có quyền sửa đổi giấy phép phần mã nguồn sở hữu bởi TransGaming, và sẽ không ngần ngại sửa đổi nếu việc phân phối phi lợi nhuận bản biên dịch sẵn của Cedega ảnh hưởng lớn đến lợi nhuận của công ty."
Cách tải mã nguồn từ Cedega CVS trên Linux (# là dấu nhắc dòng lệnh):
```
#cvs -d:pserver:cvs@cvs.transgaming.org:/cvsroot login 
- Mật khẩu đăng nhập là 'cvs' khi được hỏi (không bao gồm dấu ')
#cvs -z3 -d:pserver:cvs@cvs.transgaming.org:/cvsroot co winex

```

## Chỉ trích
Mặc dù Cedega khá phổ biến với một số người dùng Linux, vẫn tồn tại một bộ phận cộng đồng mã nguồn mở từ chối sử dụng Cedega vì một số lý do chính sau:

### Lợi dụng công sức của cộng đồng mã nguồn mở
TransGaming Technologies bị chỉ trích là lợi dụng công sức của cộng đồng mã nguồn mở để làm lợi cho bản thân mà không hề cống hiến lại cho cộng đồng. TransGaming Technologies phát triển Cedega dựa trên mã nguồn của Wine khi Wine vẫn sử dụng giấy phép MIT - giấy phép này không hề giới hạn cách TransGaming Technologies cung cấp phần mềm. Cụ thể, trái với GPL (Giấy phép Công cộng GNU) - giấy phép MIT không yêu cầu các phần mềm dựa trên phải để mở mã nguồn - trên thực tế, giấy phép MIT chỉ có một yêu cầu duy nhất: Dòng bản quyền của mã nguồn gốc phải được giữ nguyên. Lợi dụng điều này, TransGaming Technologies đã phát triển Cedega dựa trên Wine và bán Cedega dưới dạng phần mềm tư hữu. Mặc dù TransGaming Technologies có để mở một phần mã nguồn thông qua CVS, phần mã nguồn này được bảo vệ bởi Giấy phép tự do công cộng Aladdin - một giấy phép được nhiều người cho là không thực sự tự do. Cedega còn hỗ trợ một số phương pháp chống copy dựa trên CD (trong đó bao gồm SecuROM & SafeDisc), theo TransGaming Technologies, mã nguồn của những thành phần này họ không được tiết lộ vì chi tiết hợp đồng với nhà phát triển của những công nghệ trên.
Vì lý do trên, Wine thay đổi giấy phép sử dụng thành giấy phép LGPL. Có nghĩa là, những ai muốn phát hành một phiên bản sửa đổi của Wine cũng phải để mở mã nguồn dưới một giấy phép tương thích với LGPL. TransGaming Technologies chấm dứt việc sử dụng mã nguồn của Wine khi giấy phép Wine thay đổi. Tuy nhiên, gần đây, TransGaming Technologies lại tiếp tục sử dụng một số phần mã nguồn LGPL của Wine và để mở mã nguồn những thành phần này trên máy chủ công cộng.

### Phản ứng với ý định cung cấp kèm phần mềm của một số bản phân phối Linux
Khi một số Bản phân phối Linux có ý định cung cấp kèm phần mềm của TransGaming Technologies trong bản phân phối - cụ thể là Debian và Gentoo, TransGaming Technologies dọa sẽ xiết chặt các điều khoản trong giấy phép phát hành.

### Chỉ trích về hướng phát triển của Cedega
Nhiều người cho rằng sự phát triển của Cedega đồng nghĩa với việc các công ty sản xuất trò chơi không còn hứng thú với việc phát triển trò chơi tương thích với Linux cũng như gây khó khăn cho những công ty chuyên chuyển đổi trò chơi từ Windows sang Linux như Loki Software.